# Audra Mae
Pour les articles homonymes, voir Mae.
Audra Mae est une chanteuse américaine d'Oklahoma City, Oklahoma, née le 20 février 1984. Elle est l'arrière-petite-nièce de Judy Garland, et une arrière-petite-fille de la sœur de Garland, Jimmie,. Elle est notamment connue pour avoir chanté sur le titre d'Avicii, Addicted To You. 